# Новоженина, Татьяна Андреевна
Татьяна Андреевна Новоженина (22 августа 1994, Новосибирск) — российская биатлонистка, чемпионка России. Мастер спорта России.

## Биография
На внутренних соревнованиях представляет Новосибирскую область. Первый тренер — Челюканов Геннадий Егорович, тренеры — Басов Сергей Николаевич, К. С. Попов.
На II зимней Спартакиаде молодёжи России (2012) стала серебряным призёром в эстафете и бронзовым в гонке на 10 км. Становилась призёром юниорского первенства России (2014, спринт) и всероссийских отборочных соревнований. Чемпионка России среди юниоров по летнему биатлону 2014 года в эстафете.
Участница юниорского чемпионата мира 2013 года в Обертиллиахе в категории до 19 лет, где стартовала только в индивидуальной гонке и заняла 42-е место. В 2015 году участвовала в мировом юниорском первенстве (до 21 года) по летнему биатлону, заняла 17-е место в спринте.
На взрослом уровне в составе сборной Новосибирской области завоевала золото чемпионата России 2019 года в гонке патрулей и серебро — в командной гонке. В 2020 году стала бронзовым призёром в гонке патрулей. Победительница этапа Кубка России в эстафете.